# Bitiče
Bitiče – wieś w Słowenii, w gminie Litija. W 2018 roku liczyła 51 mieszkańców.